# 広瀬女王
広瀬女王（ひろせじょおう/ひろせ の おおきみ、生年不詳 - 天平神護元年10月22日（765年11月9日））は、奈良時代の皇族。天武天皇の皇子、那我親王（長親王）の娘。名は広背・広湍とも記される。位階は従三位。

## 略歴
養老7年（723年）正月、粟田女王・海上女王・智努女王らとともに従四位下に初叙される。その後の昇叙は粟田女王とほぼ同時に行われているが、聖武朝以降の昇進は見られず、しばらくたった天平宝字8年（764年）10月、藤原仲麻呂の乱の直後の論功で円方女王・神社女王とともに従三位に昇叙している。翌天平神護元年（765年）に薨去。
なお、『本朝皇胤紹運録』は、長親王の子に「上道広川女王」をのせているのは、この女王と混同した可能性が考えられる。

## 官歴
『続日本紀』による。
- 養老7年（723年）正月10日：従四位下
- 天平11年（739年）正月13日：従四位上
- 天平20年（748年）3月22日：正四位上
- 天平宝字8年（764年）10月7日：従三位
- 天平神護元年（765年）10月22日：薨去